# Държавен архив – Хасково
„Държавен архив – Хасково“ е държавна институция за съхранение на документи и фотоархиви.

## История
С Указ № 515 от 10 октомври 1951 г. на Президиума на Народното събрание се поставя началото на архивната система. в България. С този указ Министерски съвет възлага на министъра на вътрешните работи да организира Държавен архивен фонд, да ръководи държавните и ведомствени архиви и да създаде централни и окръжни архиви.
„Окръжен държавен архив – Хасково“ е създаден с Постановление № 344 от 18 април 1952 г. на Министерския съвет. Неговите основни дейности са да оказва методическа помощ на организации, учреждения и предприятия по организация на деловодството, да комплектува архивни фондове, да организира използването на документите и правилното им съхраняване, на територията на Хасковски окръг.
Два са основните периоди в развитието на ДА – Хасково:

### Първи период – от 1952 до 1989 г.
Тогава се променя политическата система и се извършва преходът към демокрация. Това е един период, през който се полагат основите на архивния отрасъл в България. Местните структури изпълняват изцяло методическите указания на Главното управление на архивите, което през годините е подчинено на различни министерства. До 1961 г. всички архиви са подчинени на МВР, а след това се обособяват като самостоятелна институция. Административно и финансово до 1993 г. са на общинска издръжка и подчинение, а във функционално-методически аспект са към ГУА на Министерски съвет. В периода до 1989 г. се усеща силната роля и функция на държавата, когато и фондообразувателите са изцяло държавни. Това е причината да разделя втора глава точно на тези части, понеже политическите промени се усещат осезаемо и в архивния отрасъл.
Много важно за този период е внедряването на архивната система за управление на документи – Единна държавна система за деловодство (ЕДСД) през 1977 г., както и създаването на Звено за научно-техническа и тематична обработка (ЗНТТО). Представен е целият процес по създаването и трудностите при внедряването и спазването на тази система.

### Втори период – от 1989 до 2010 г.
Тогава започват промените в държавното управление, което преминава от тоталитарен режим към демократичен. С проведеното преструктуриране в ДА „Архиви“ от 05.03.2010 г. статутът на Териториален държавен архив – Хасково е променен и от дирекция се преобразува в отдел при Регионална дирекция „Архиви“ – Пловдив. През този период има няколко интересни етапа:
- Разпадане на ТКЗС, когато започва връщане на земите, които попадат в кооперативните земеделски стопанства по време на социализма. Това е един интересен етап, по време на който има бум на посещаемостта в архивите от читатели, които търсят документи свързани с изясняване на собствеността и възвръщане на тези земи. Големият бум на посетители е през 1991 г., който продължава до около 1995 -1996 г. През 1993 г. е прието решение, според което документите за свързани с възвръщане на имоти и земя ще се предоставят само на вещи лица по кореспондентски път. Причината е наличието на преправяне, надраскване и влошаване общото състояние на документите от масовото ползване.
- Приватизиране на фондообразувателите, което е един много деликатен процес, през който документите от тези фондообразуватели не могат да бъдат комплектувани. След приключването му обаче много от частните фондообразуватели отказват да предават оригиналите и съдбата им остава в ръцете на архивите, които трябва да намерят начин да ги съхранят.
- Навлизане на автоматизираните системи в архивния сектор, което е свързано с познания и обучение на служителите за работа с компютър, интернет, електронни документи, електронно управление и така нататък. В динамичния свят в който живеем е от голямо значение историческите архиви да бъдат част от модернизацията и да бъдат в конкурентно положение спрямо останалите институции. Затова е много важно архивът да се впише в проектите по електронното управление и да бъде в основата на всичко, понеже той трябва да съхранява и опазва електронните документи, посредством които ще се осъществява това.

## Състояние
Към 1 януари 2016 г. общата фондова наличност на ДА – Хасково възлиза на:
- 4163 архивни фонда с 207 768 архивни единици;
- 3531 частични постъпления;
- 2273 спомена.